# Deltote renigera
Deltote renigera là một loài bướm đêm trong họ Noctuidae.